# Xzibit
Alvin Nathaniel Joiner (sinh ngày 18 tháng 9 năm 1974), nghệ danh: Xzibit (phát âm: "exhibit"), là một nam rapper, diễn viên, MC người Mỹ.

## Danh sách album

### Album phòng thu
- At the Speed of Life (1996)
- 40 Dayz & 40 Nightz (1998)
- Restless (2000)
- Man vs. Machine (2002)
- Weapons of Mass Destruction (2004)
- Full Circle (2006)
- Napalm (2012)